# Sinagoga Histórica Justo Sierra 71
La Sinagoga Nidjei Israel o el Templo Nidjei Israel, popularmente conocida como la Sinagoga justo Sierra 71 por encontrarse en la calle Justo Sierra, es un antiguo templo del judaísmo ubicado en el Centro Histórico de la Ciudad de México. El edificio abarca los números 71 y 73 tiene una fachada neocolonial típica, excepto porque las puertas de madera tienen labrada una estrella de David, uno de los símbolos principales del judaísmo.
La sinagoga Nidjei Israel es un edificio religioso y centro cultural de la comunidad judía, abierto a todo el público, cuenta con visitas guiadas y actividades, siendo el objetivo de todas las actividades la difusión del espacio y de la cultura judía, sin ningún fin lucrativo. Después de su restauración que culminó en 2009, la Sinagoga abre sus puertas para compartir con el público su belleza, su historia y otras manifestaciones de la cultura judía en México.
Se trata de la única sinagoga que ostenta el título de Sinagoga Histórica en México y es una de las más antiguas de la Ciudad de México, La sinagoga Nidjei Israel es la tercera más antigua en la Ciudad de México, y la primera fundada por judíos asquenazíes, abrió sus puertas en 1941. Para el diseño del Arón HaKodesh se tomó como referencia a la Sinagoga de Shavel (Siauliai), Lituania. En cuanto a su fachada, dice la arquitecta Raquel Franklin: 

“Significativa es la doble fachada de Nidje Israel: deja el edificio de oficinas hacia la calle, con una fachada neocolonial en  consonancia con el entorno colonial del Centro Histórico, y que seguramente seguía a los estímulos fiscales que se ofrecían a toda construcción que representara ese estilo; la fachada interior del edificio principal muestra  la influencia del diseño de sinagogas del siglo XIX, inspiradas en el neorrománico.”

De acuerdo con Mónica Unikel-Fasja en su libro Sinagogas de México:

“Impresiona la monumentalidad de la bimah (una especie de púlpito), sin duda la más elaborada de las existentes en México, colocada al centro a la usanza ashkenazí. Es de madera ricamente trabajada con vidrios tallados que describen instrumentos musicales: tamboril, arpa, cítara y laúd, así como símbolos recurrentes del judaísmo: el talit (chal de uso religioso), la hoja de palma, la cidra y la estrella de David entre rezos sagrados”, añade el texto.

La sinagoga Nidjei Israel se creó con base en la necesidad de lugares para rezar, conforme creció la comunidad judía askenazi de la Ciudad de México. La sinagoga funcionó como centro ceremonial, de estudio, de celebraciones y de trabajo comunitario hasta mediados de los años sesenta, permaneció cerrada durante más de tres décadas, pero el 13 de diciembre de 2009 se reinauguró con un evento comunitario y fue reabierta para albergar diversas actividades culturales y religiosas.
|          |
| Interior |

|      |
| Bema |

|          |
| Detalles |

|  |
|  |

|  |
|  |